# Tenuopus fursovi
Tenuopus fursovi är en tvåvingeart som beskrevs av Grichanov 1996. Tenuopus fursovi ingår i släktet Tenuopus och familjen styltflugor. Inga underarter finns listade i Catalogue of Life.